# Nadine Visser
Nadine Johanna Visser (* 9. Februar 1995 in Hoorn) ist eine niederländische Leichtathletin, die im Siebenkampf, im 100-Meter-Hürdenlauf und im Sprint startet. Ihre größten Erfolge feierte sie mit dem Gewinn der Goldmedaille über 60 Meter Hürden bei den Halleneuropameisterschaften 2019 und 2021 sowie der Bronzemedaille bei den Hallenweltmeisterschaften 2018.

## Sportliche Karriere
Im Alter von 13 Jahren kam Visser zur Leichtathletik. 2011 gewann sie beim Europäischen Olympischen Jugendfestival in Trabzon die Goldmedaille über 100 Meter Hürden in der Zeit von 13,28 s und mit der 4-mal-100-Meter-Staffel. Bei den Juniorenweltmeisterschaften 2012 in Barcelona startete sie im Siebenkampf und belegte mit 5447 Punkten den 11. Platz. Im folgenden Jahr belegte sie bei den Junioreneuropameisterschaften in Rieti mit 5774 Punkten den vierten Rang und verbesserte im eröffnenden 100-Meter-Hürdenlauf mit 13,21 s den niederländischen Juniorenrekord. 2014 stellte Visser über 60 Meter Hürden und im Fünfkampf neue niederländische Hallenjuniorenrekorde auf. Beim Hypo-Meeting in Götzis, bei dem sie erstmals teilnahm, erreichte sie mit einer persönlichen Bestleistung von 6110 Punkten den 14. Platz. Bei den im gleichen Jahr stattfindenden Juniorenweltmeisterschaften in Eugene errang sie im Siebenkampf mit 5948 Punkten und über 100 Meter Hürden mit 12,99 s und niederländischem Juniorenrekord jeweils die Bronzemedaille. Bei den Europameisterschaften 2014 in Zürich startete sie über 100 Meter Hürden, wo sie im Halbfinale ausschied. 2015 gewann sie mit 8,12 s über 60 Meter Hürden die niederländischen Hallenmeisterschaften. Bei den Halleneuropameisterschaften in Prag schied sie in der gleichen Disziplin durch einen Sturz im Halbfinale aus. In der Freiluftsaison verbesserte sie ihre Bestleistung über die Hürdenstrecke auf 12,97 s und im Siebenkampf auf 6467 Punkte. Für die U23-Europameisterschaften in Tallinn hatte Visser die Qualifikationsnormen für 100 Meter, 200 Meter, 100 Meter Hürden, Weitsprung und Siebenkampf erfüllt. Sie entschied sich für die Teilnahme über die Hürden und im Weitsprung. Im Hürdenlauf gewann sie mit 13,01 s die Bronzemedaille. Bei den Weltmeisterschaften 2015 in Peking erreichte Visser im Siebenkampf den achten Platz. Im Jahr darauf schied sie bei den Europameisterschaften in Amsterdam mit 13,25 s im Halbfinale aus und nahm anschließend an den Olympischen Spielen in Rio de Janeiro teil, bei denen sie im Siebenkampf mit 6190 Punkten den 19. Platz belegte und über 100 Meter Hürden mit 13,07 s in der ersten Runde ausschied.
2017 qualifizierte sich Visser sowohl im Fünfkampf als auch über 60 Meter Hürden für die Halleneuropameisterschaften in Belgrad. Sie entschied sich aber, nur über die Hürden zu starten, erreichte mit neuer Bestleistung das Finale und belegte dort in 8,04 s den siebten Platz. Bei den U23-Europameisterschaften im polnischen Bydgoszcz gewann sie in 12,92 s die Goldmedaille im Hürdensprint und verzichtete dafür auf einen Start im Siebenkampf, für den sie als Europaführende auch gute Karten auf eine Medaille gehabt hätte. Nachdem sie bei den Weltmeisterschaften in London sowohl im Hürdenlauf als auch im Siebenkampf in 12,83 s bzw. 6370 Punkten den siebten Platz belegt hatte, siegte sie bei der Universiade in Taipeh in 12,98 s im Hürdenlauf. 2018 stellt Visser über 60 Meter Hürden bei den Hallenweltmeisterschaften in Birmingham im Halbfinale mit 7,83 s einen Nationalrekord auf. Den Finallauf absolvierte sie in 7,84 s ähnlich schnell und gewann damit die Bronzemedaille hinter den US-Amerikanerinnen Kendra Harrison und Christina Clemons. Daraufhin konzentriert sich Visser ausschließlich auf den Hürdenlauf. Im August gelangte sie bei den Europameisterschaften in Berlin bis in das Halbfinale und verpasste dort in 12,88 s als Vierte knapp eine Medaille. Im Jahr darauf siegte sie bei den Halleneuropameisterschaften in Glasgow in 7,87 s über 60 Meter Hürden und Anfang Oktober wurde sie bei den Weltmeisterschaften in Doha mit neuem Landesrekord von 12,66 s Sechste. 2020 siegte sie bei zahlreichen internationaler Meetings, darunter bei den Paavo Nurmi Games in 12,68 s und auch beim Gyulai István Memorial in derselben Zeit. Mitte September siegte sie dann bei der Gala dei Castelli in 12,79 s und anschließend auch bei der Golden Gala Pietro Mennea in 12,72 s. 2021 verbesserte sie beim Villa de Madrid den niederländischen Hallenrekord über 60 Meter Hürden auf 7,81 s und verteidigte anschließend mit Landesrekord von 7,77 s ihren Titel bei den Halleneuropameisterschaften in Toruń. Anfang Mai wurde sie dann bei den World Athletics Relays im polnischen Chorzów in 44,10 s Dritte mit der 4-mal-100-Meter-Staffel hinter den Teams aus Italien und Polen. Anfang August gelangte sie bei den Olympischen Spielen in Tokio das Finale über die Hürden und belegte dort in 12,73 s den fünften Platz. Auch in der 4-mal-100-Meter-Staffel erreichte sie das Finale, konnte dort das Rennen aber nicht beenden. Ende August steigerte sie sich beim Meeting de Paris auf 12,58 s und wurde damit Zweite und kurz darauf siegte sie in 12,69 s beim Memorial Van Damme und wurde dann bei Weltklasse Zürich mit neuem Landesrekord von 12,51 s Zweite. Zudem siegte sie in 12,73 s beim ISTAF Berlin sowie in 12,57 s bei der Gala dei Castelli.
2022 gelangte sie bei den Weltmeisterschaften in Eugene bis ins Halbfinale über 100 Meter Hürden und schied dort mit 12,66 s aus und anschließend belegte sie bei den Europameisterschaften in München in 12,75 s den vierten Platz. Im Jahr darauf musste sie sich bei den Halleneuropameisterschaften in Istanbul mit 7,84 s nur der Finnin Reetta Hurske über 60 Meter Hürden geschlagen geben und sicherte sich damit die Silbermedaille. Im Juni wurde sie bei der 1. Liga der Team-Europameisterschaft im Rahmen der Europaspiele in Chorzów in 12,81 s Zweite und sicherte sich damit ligenübergreifend die Silbermedaille hinter der Polin Pia Skrzyszowska. Im August schied sie bei den Weltmeisterschaften in Budapest mit 12,62 s im Semifinale aus und kam mit der Staffel im Finale nicht ins Ziel. 2024 kam sie bei den Hallenweltmeisterschaften in Glasgow im Halbfinale über 60 Meter Hürden ins Straucheln und schied daher mit 8,42 s aus. Im Juni belegte sie bei den Europameisterschaften in Rom in 12,72 s den fünften Platz im Hürdenlauf und gewann mit der Staffel in 42,46 s gemeinsam mit Marije van Hunenstijn, Minke Bisschops und Tasa Jiya die Bronzemedaille hinter den Teams aus dem Vereinigten Königreich und Frankreich. Anschließend verbesserte sie in La Chaux-de-Fonds den Landesrekord auf 12,36 s und belegte bei den Olympischen Spielen in Paris im August in 12,42 s im Finale den vierten Platz. Anschließend wurde sie beim Memoriał Kamili Skolimowskiej in 12,52 s Dritte, wie auch bei der Golden Gala in 12,42 s. Zum Saisonabschluss wurde sie beim Memorial Van Damme in 12,54 s Zweite.
2025 gewann sie bei den Halleneuropameisterschaften in Apeldoorn mit neuem Landesrekord von 7,72 s die Silbermedaille über 60 m Hürden hinter der Schweizerin Ditaji Kambundji. Kurz darauf belegte sie bei den Hallenweltmeisterschaften in Nanjing in 7,76 s den sechsten Platz.
In den Jahren 2015, 2020, 2022 und 2023 wurde Visser niederländische Meisterin im 100-Meter-Hürdenlauf sowie 2020 auch über 100 Meter. Zudem wurde sie von 2015 bis 2021 und 2025 Hallenmeisterin über 60 Meter Hürden sowie 2017 auch im Fünfkampf und 2024 über 60 Meter.

## Persönliche Bestleistungen
- 100 Meter: 11,25 s (+1,2 m/s), 29. August 2020 in Utrecht
  - 60 Meter (Halle): 7,19 s, 17. Februar 2024 in Apeldoorn
- 100 Meter Hürden: 12,36 s (+1,6 m/s), 14. Juli 2024 in La Chaux-de-Fonds (niederländischer Rekord)
  - 60 Meter Hürden (Halle): 7,72 s, 7. März 2025 in Apeldoorn (niederländischer Rekord)
- Siebenkampf: 6467 Punkte, 31. Mai 2015 in Götzis
  - Fünfkampf (Halle) 4428 Punkte, 5. Februar 2017 in Apeldoorn